# Flughafen Klaipėda
Der Flughafen Klaipėda (lit. Klaipėdos oro uostas) war ein Flughafen in der litauischen Hafenstadt Klaipėda.

## Geschichte
Von 1921 bis 1922 richtete der Stadtmagistrat Klaipėda einen Flugplatz in Rumpiškės, unweit vom Fischerdorf Smeltė, ein. Ab dem 1. April 1921 begann die Gesellschaft Danziger Luftreederei, die Luftpost aus Danzig über Königsberg nach Klaipėda zu transportieren. Ab 29. Juli 1921 gab es die Fluglinie bis Riga in Lettland und ab 20. September 1921 bis Tallinn in Estland. 1922 gab es zwei Fluggesellschaften: Danziger Luftreederei und Deutsche Luftreederei. Im Februar 1923 wurde die zweite insolvent.
1924 gab es die Fluglinie der Luftpost Klaipėda (Memel) – Königsberg – Berlin und ab 1925 die Passagierlinien nach  Kaunas, Riga, Tallinn, Helsinki, Danzig, Königsberg. Die Flugmaschinen Junkers F 13 bediente die lettische Fluggesellschaft Latvijas Gaisa Satiksmes (sie bestand von 1921 bis 1926).
Am 25. Mai 1927 wurde der Flughafen Klaipėda geschlossen.